# Réserve naturelle de Lomstjønna
La réserve naturelle de Lomstjønna est une réserve naturelle norvégienne située sur l'île de Harøya dans la commune d'Ålesund, Comté de Møre et Romsdal. La réserve a été créée en 1988 afin de protéger une importante zone humide. 
La réserve, d'une superficie de 11 hectares, est composée d'un étang principal situé dans un paysage de landes et de tourbières pauvres, à la fois plat et uniforme. La zone comprend à la fois l'étang, la tourbière et d'autres petits étangs. Plusieurs espèces préférant les landes côtières y nichent: l'oie cendrée, le pluvier doré, le moineau et le goéland. Il y a aussi des canards et d'autres espèces comme le phalarope à bec étroit  et le plectrophane lapon. 
La réserve est l'une des six zones naturelles incluses dans le site Ramsar du système de zones humides de Harøya qui a été créé en 1996.